# 茨韦特尔
茨韦特尔（德語：Zwettl，德語發音：[ˈt͡svɛtl̩]），全称下奥地利州茨韦特尔（德語：Zwettl-Niederösterreich），是奥地利下奥地利州的一个市镇，面积为256平方公里。就面积而言，它是仅次于维也纳和克恩顿州沃尔夫斯贝格的奥地利第三大市镇。
当地最为著名的建筑是茨韦特尔修道院。

茨韦特尔 - Zwettl
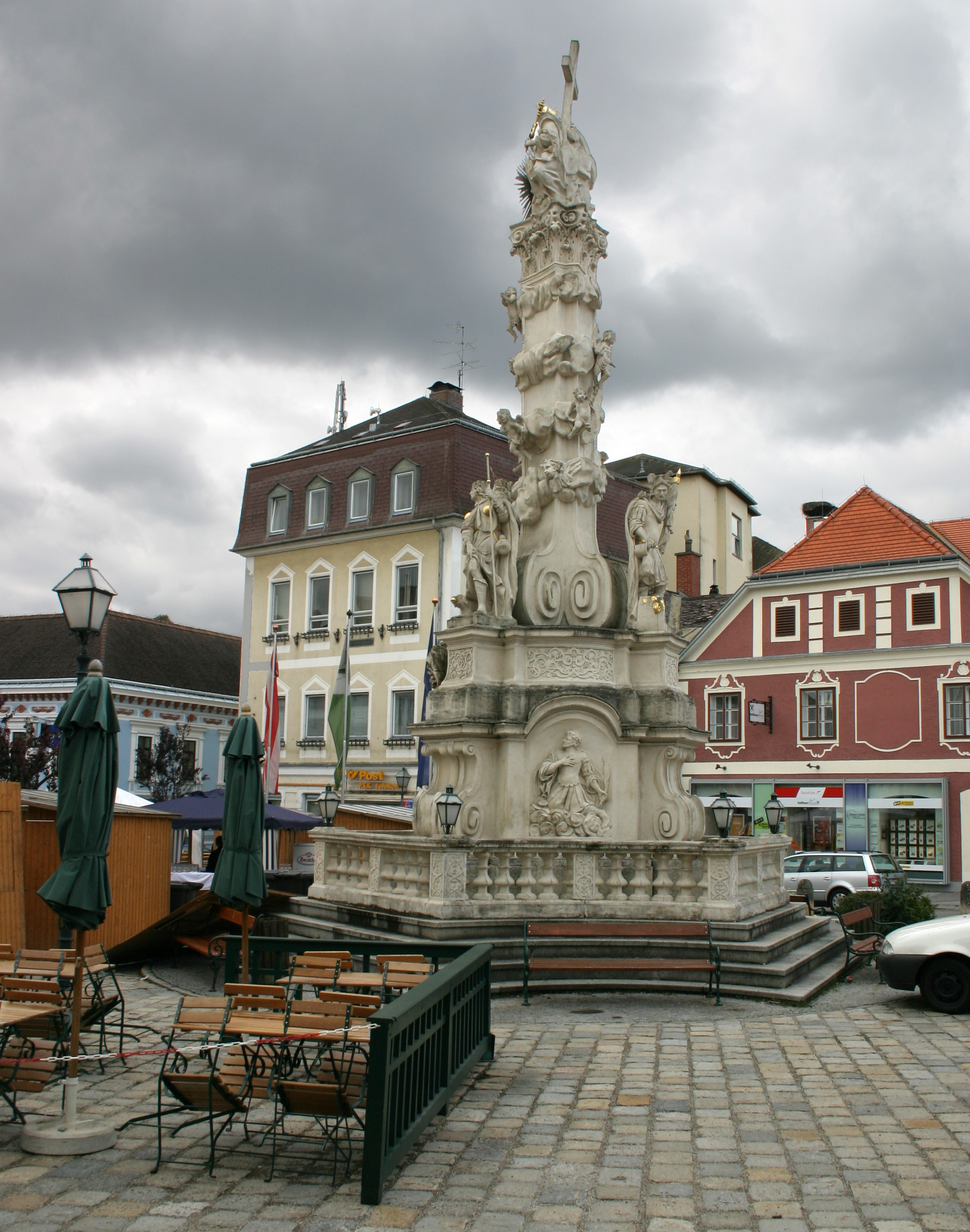
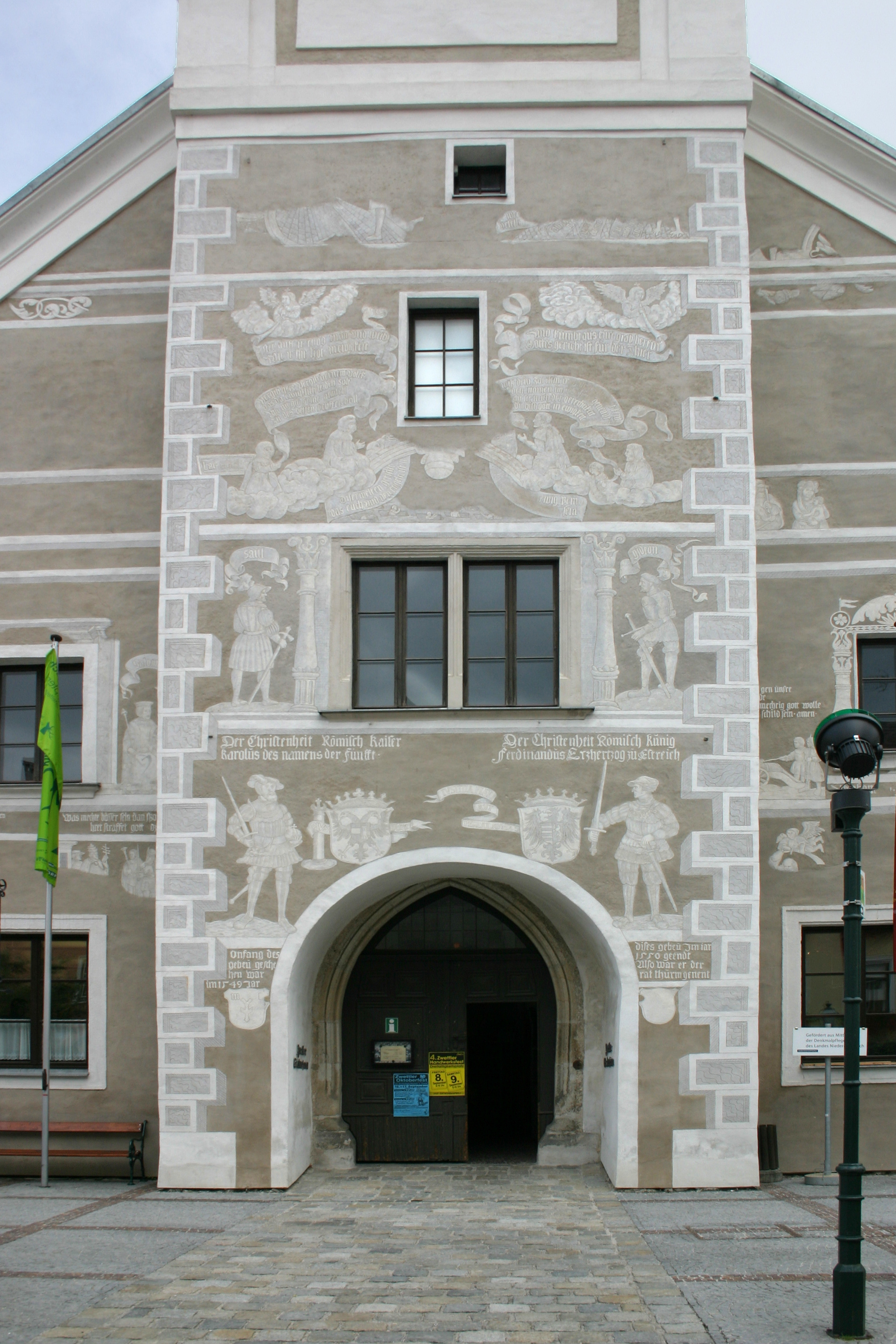
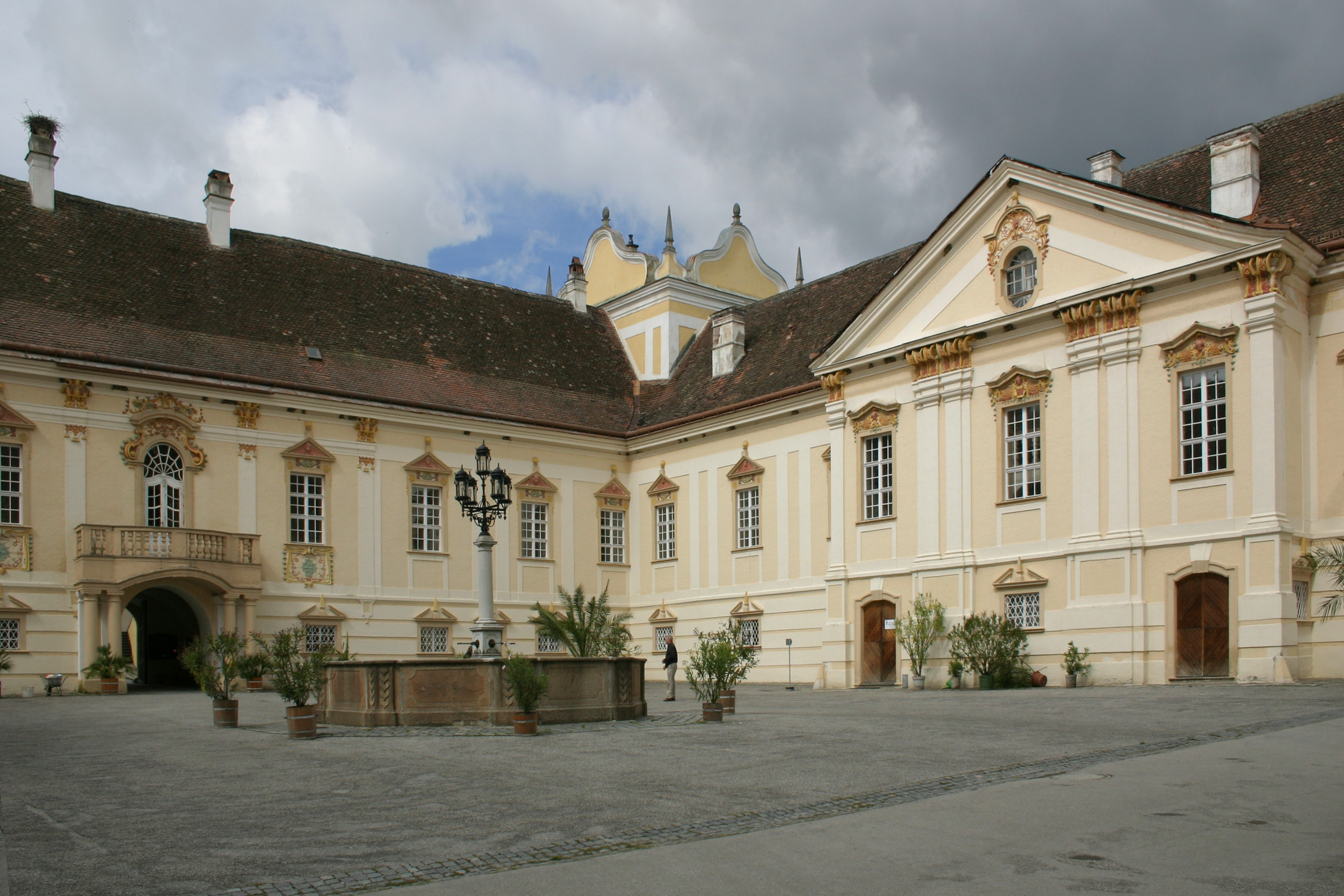
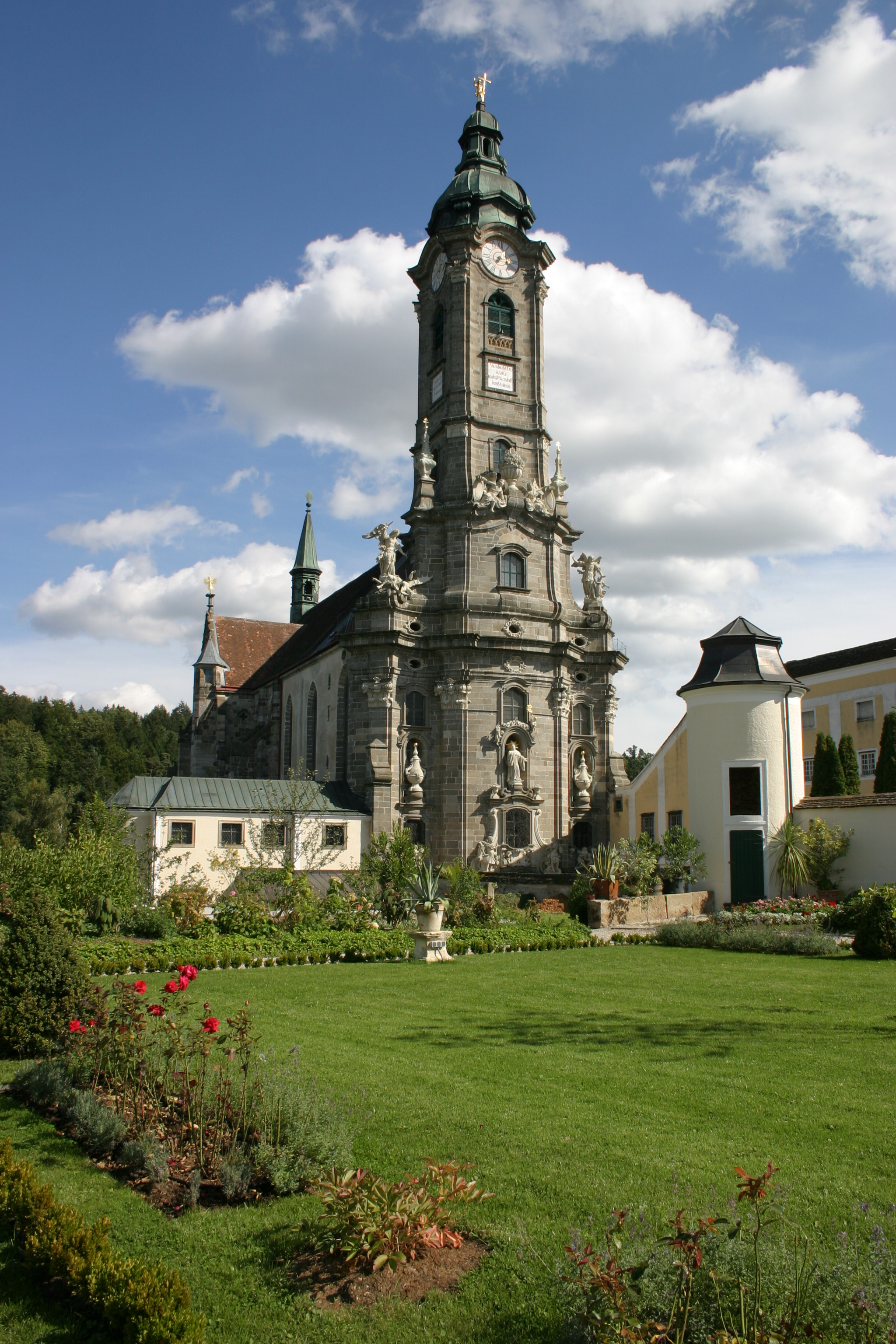
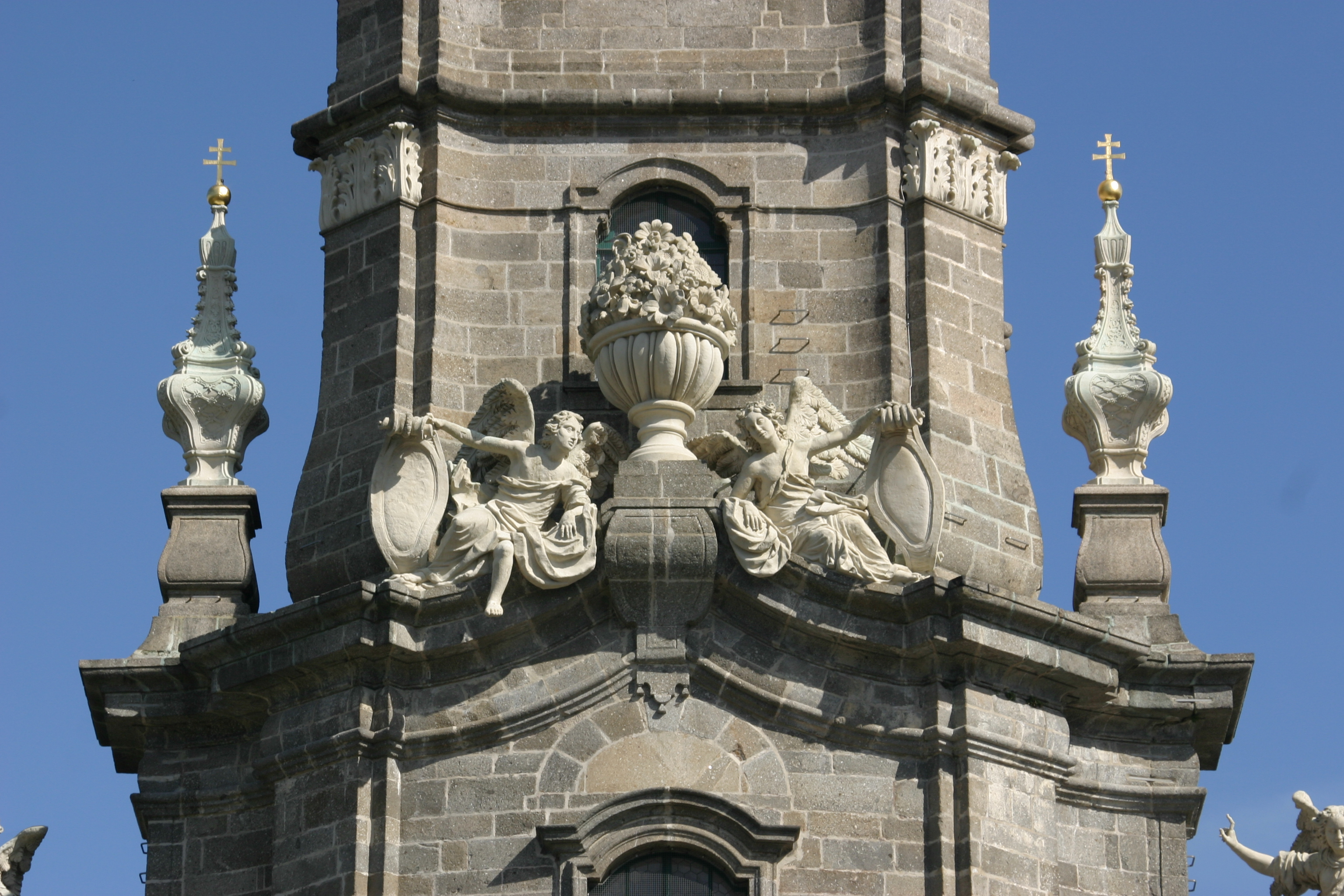
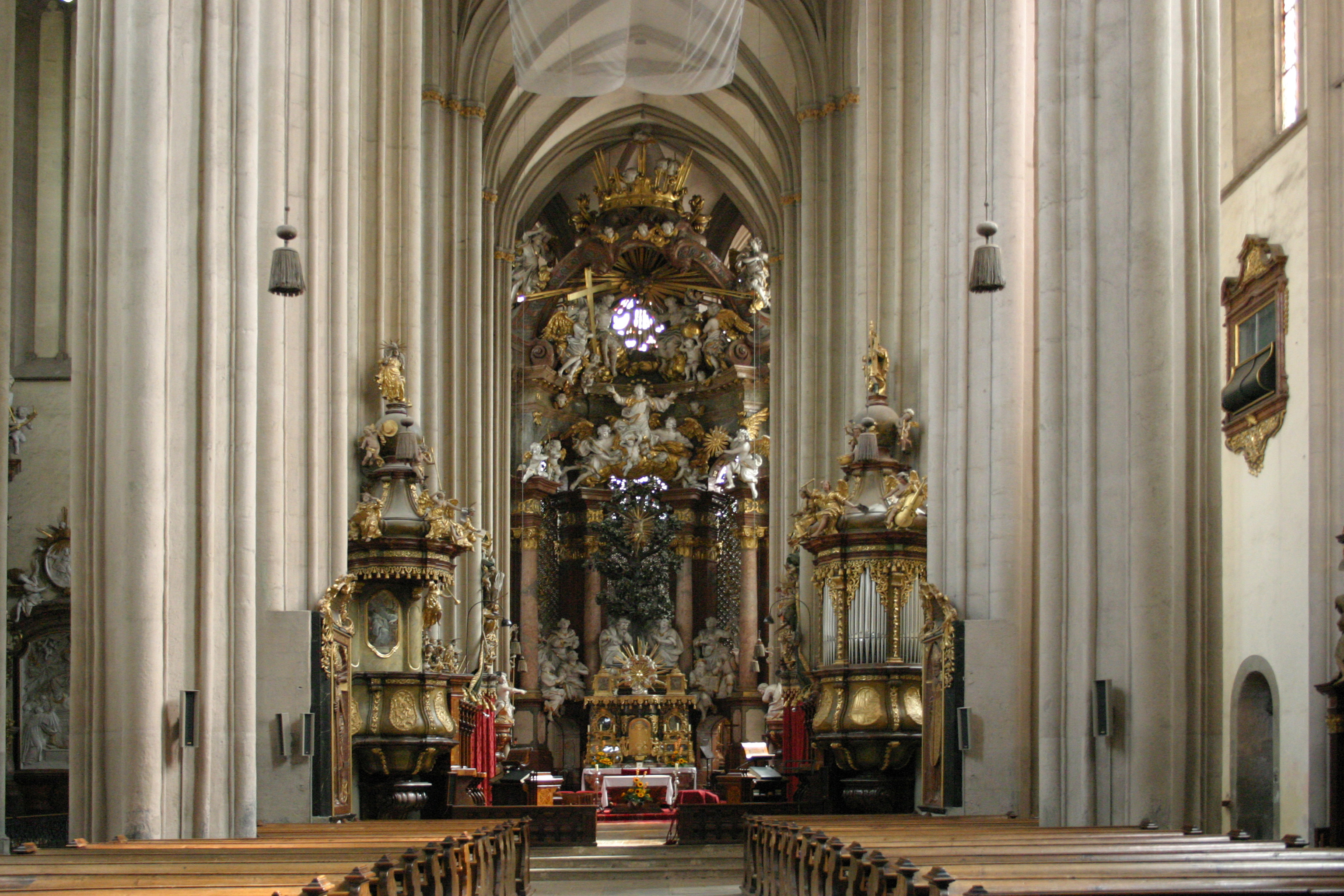